# Deejay

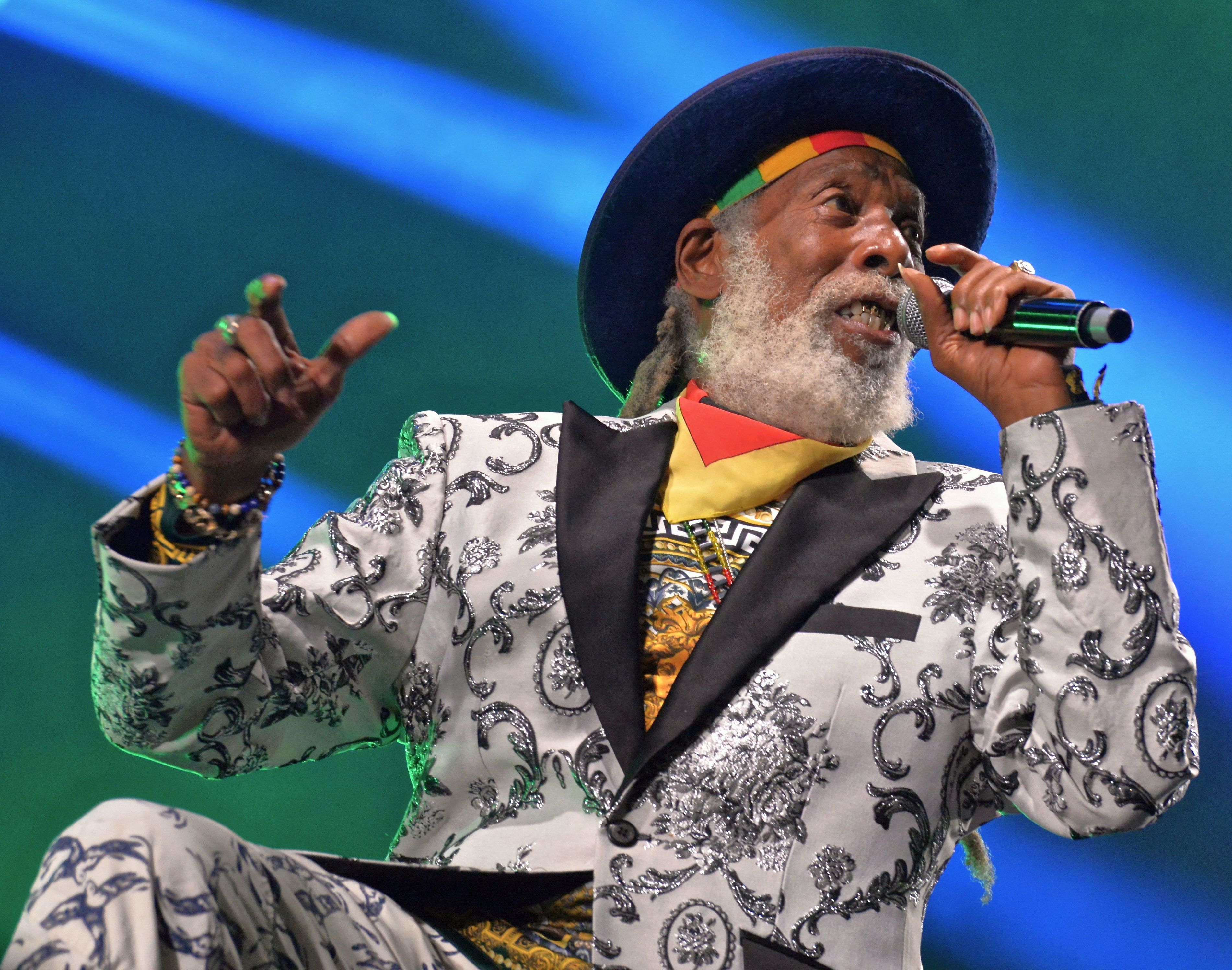
Presentación del deejay jamaiquino Big Youth el 3 de agosto de 2019 en Bélgica

En música jamaiquina un deejay (DJ) es un músico de reggae o dancehall que canta y practica toasting sobre un riddim o instrumental.
Los deejays no deben confundirse con los DJs de otros géneros musicales como el hip hop, donde el DJ es el encargado de seleccionar y mezclar la música. En la música jamaicana el selector de los riddims es llamado selector. Los deejays que además de practicar toasting también cantan se suelen llamar singjays.
El término deejay se originó a partir de la acción de algunos selectors de los años 1960 y 70 en Jamaica como U-Roy o King Stitt, que empezaron a cantar haciendo toasting sobre la versión instrumental de los temas que ponían. Sobre la instrumental, que normalmente ocupaba la cara B del vinilo, el deejay lanzaba letras sobre la marcha. Muchos selectors se convirtieron mediante esta práctica en deejays, como King Stur Gav, Josie Wales, Charlie Chaplin, y Tony Matterhorn.